# Districtscollege
Het bestuur van een stadsdistrict in België (dat enkel in Antwerpen bestaat) wordt uitgeoefend door het districtscollege, voor 2007 districtsbureau genoemd. De voorzitter, ondervoorzitters en overige leden van dit bureau worden uit en door de districtsraad gekozen. Een lid van dit college wordt ook weleens districtsschepen genoemd (meestal zijn er 4 schepenen).
Tussen 2001 en 2006 was de officiële benaming die de Nieuwe Gemeentewet voorzag "Voorzitter van de districtsraad" en "Bureau van de districtsraad". Het bureau bestond dan uit de voorzitter van de districtsraad en de ondervoorzitters. Aangezien geen enkele inwoner aan deze benamingen een touw kon aan vastknopen voorzag het Gemeentedecreet om vanaf 1 januari 2007 de benamingen "districtsvoorzitter" en "districtscollege" te gebruiken (een beetje analoog met de terminologie die men bij gemeentes gebruikt).

## Antwerpen
Antwerpen is verdeeld in tien districten met elk zijn college: Antwerpen, Berchem, Berendrecht-Zandvliet-Lillo, Borgerhout, Borsbeek, Deurne, Ekeren, Hoboken Merksem en Wilrijk.

### Antwerpen
| Naam                | Partij | Partij  | Functie en bevoegdheden                                                                                                |
| ------------------- | ------ | ------- | --- |
| Paul Cordy          |        | N-VA    | Districtsvoorzitter (Districtsburgemeester) Algemeen beleid, cultuur, publieke ruimte, mobiliteit en burgerlijke stand |
| Charlie Van Leuffel |        | N-VA    | Districtsschepen Sport, financiën, communicatie, evenementen en feestelijkheden                                        |
| Samuel Markowitz    |        | N-VA    | Districtsschepen Lokale economie, markten en foren, toerisme en veiligheid                                             |
| Ludo Van Campenhout |        | N-VA    | Districtsschepen Publieke ruimte, mobiliteit, parken en erfgoed                                                        |
| Fatima Ezzarhouni   |        | Vooruit | Districtsschepen Jeugd, senioren, wijkwerking en dierenwelzijn                                                         |
| Vincent Gysels      |        | CD&V    | Districtsschepen Groenvoorziening, participatie en burgerbegroting                                                     |

### Berchem
| Naam                | Partij | Partij        | Functie en bevoegdheden |
| ------------------- | ------ | ------------- | --- |
| Evi Van der Planken |        | N-VA          | Districtsvoorzitter (Districtsburgemeester) Veiligheid, communicatie en citymarketing, ambtenaar burgerlijke stand, strategische doelstellingen en projecten met bovenlokale dimensie, publiek domein en straatvergroening, leefbaarheid en duurzaamheid, zorgzaam en sociaal Berchem |
| Erkan Öztürk        |        | Groen-Vooruit | Districtsschepen Inspraak en participatie, diversiteit, samenleven en toegankelijkheid, lokale parken en groenlinten en Berchem Buurt Groen |
| Amber Vermeiren     |        | N-VA          | Districtsschepen Sport en welzijn, middenstand, horeca en ondernemen, markten en foren, streetart, erfgoed en tradities |
| Quinten Bronckars   |        | Groen-Vooruit | Districtsschepen Jeugd en speeltuinen, overlast en openbare netheid, stadslandbouw en volkstuinen, gezond Berchem en dierenwelzijn |
| Bart Vanderfeesten  |        | N-VA          | Districtsschepen Mobiliteit en parkeren, begroting, Berchem Buurt Feest, evenementen en feestelijkheden |
| Ria Vermeulen       |        | Groen-Vooruit | Districtsschepen Senioren, kunst en cultuur |

### Berendrecht-Zandvliet-Lillo
| Naam              | Partij | Partij  | Functie en bevoegdheden |
| ----------------- | ------ | ------- | --- |
| Zander Vliegen    |        | PRO2040 | Districtsvoorzitter (Districtsburgemeester) Bestuurszaken (algemeen beleid, ambtenaar burgerlijke stand, veiligheid en communicatie), financiën en begroting, wijkoverleg (Buurtmakers) en decentralisatie |
| Carl Geeraerts    |        | N-VA    | Districtsschepen Jeugd en onderwijs, sport, toerisme, haven en ruimtelijke ordening |
| Karel Hendrickx   |        | PRO2040 | Districtsschepen Publiek domein, groen, milieu en waterhuishouding |
| Rudi Sempels      |        | N-VA    | Districtsschepen Lokaal sociaal beleid, cultuur, erfgoed, evenementen en feestelijkheden, markten en foren, mobiliteit, verkeer en bovenlokaal fietscharter en -beleid                                     |
| Sandra Suykerbuyk |        | PRO2040 | Districtsschepen Senioren, lokale economie, dierenwelzijn en landbouw |

### Borgerhout
| Naam              | Partij | Partij  | Functie en bevoegdheden |
| ----------------- | ------ | ------- | --- |
| Mariam El Osri    |        | Groen   | Districtsvoorzitter (Districtsburgemeester) Wijkoverleg, sport, erfgoed, diversiteit, samenlevingsopbouw, burgelijke stand en reuzenstoet                      |
| Aïssatou Cissé    |        | Vooruit | Districtsschepen Cultuur, mobiliteit, communicatie, armoede, dierenwelzijn                                                                                     |
| Omar Al Jattari   |        | Groen   | Districtsschepen Jeugd en ouderen |
| Luc Moerkerke     |        | Groen   | Districtsschepen Openbaar domein, groenvoorzieningen en duurzaamheid                                                                                           |
| Jan van der Vloet |        | N-VA    | Districtsschepen Financiën, middenstand, lokale economie, onderhoud van het openbaar domein en straatbeeld, markten en foren en feestelijkheden en evenementen |

### Borsbeek
| Naam                 | Partij | Partij            | Functie en bevoegdheden |
| -------------------- | ------ | ----------------- | --- |
| Walter Kiebooms      |        | N-VA              | Districtsvoorzitter (Districtsburgemeester) Financiën, lokale straten en pleinen, communicatie en promotie, mobiliteit, begraafplaats en veiligheid |
| Kristof Van de Velde |        | N-VA              | Districtsschepen Burgerlijke stand, evenementen, socioculturele verenigingen, markten en foren, lokale economie en wijkwerking                      |
| Linda Bresseleers    |        | N-VA              | Districtsschepen Lokale parken en groenaanplanting, sport, senioren en dierenwelzijn                                                                |
| Ann Coemans          |        | Iedereen Borsbeek | Districtsschepen Inspraak en participatie, bibliotheek, cultuur en jeugd                                                                            |

### Deurne
| Naam            | Partij | Partij  | Functie en bevoegdheden |
| --------------- | ------ | ------- | --- |
| Tjerk Sekeris   |        | N-VA    | Districtsvoorzitter (Districtsburgemeester) Algemene leiding, strategische doelstellingen met bovenlokale dimensie, financiën & budget, erfgoed, grenscorrectie en ruimtelijke ordening |
| Elke Brydenbach |        | N-VA    | Districtsschepen Groen en begraafplaatsen, sport, senioren, communicatie, toerisme en straatbeeld                                                                                       |
| Karen Maes      |        | Groen   | Districtsschepen Publieke ruimte, participatie, jeugd, milieu, volkstuinen en samentuinen, gezondheid en feestelijkheden                                                                |
| Frank Vercammen |        | Vooruit | Districtsschepen Cultuur, sociale zaken, mobiliteit, ontmoeting en Ding Dong Deurne |
| Alain Hoeckx    |        | N-VA    | Districtsschepen Burgerlijke stand, lokale economie, markten en foren, dierenwelzijn, streetart en citymarketing                                                                        |

### Ekeren
| Naam                | Partij | Partij  | Functie en bevoegdheden |
| ------------------- | ------ | ------- | --- |
| Koen Palinckx       |        | N-VA    | Districtsvoorzitter (Districtsburgemeester) Algemeen beleid, burgerlijke stand, openbaar domein, evenementen/plechtigheden en erfgoed |
| Annemie Plompen     |        | N-VA    | Districtsschepen Sport, senioren, communicatie en begraafplaatsen                                                                     |
| Fabienne Van Damme  |        | Vooruit | Districtsschepen Jeugd, groen, dierenwelzijn, volkstuinen en diversiteit                                                              |
| Marc Elseviers      |        | N-VA    | Districtsschepen Cultuur, lokale economie en dorpsdag, dorpsmakers en toerisme                                                        |
| Maja Lopez Hartmann |        | N-VA    | Districtsschepen Financiën, mobiliteit, participatie, verzustering en markten en foren                                                |

### Hoboken
| Naam            | Partij | Partij  | Functie en bevoegdheden |
| --------------- | ------ | ------- | --- |
| Kathelijne Toen |        | N-VA    | Districtsvoorzitter (Districtsburgemeester) Jeugd, veiligheid, ambtenaar burgelijke stand, lokale economie, middenstand, feestelijkheden en toerisme |
| Carine Leys     |        | N-VA    | Districtsschepen Openbaar domein, mobiliteit, stedelijk wijkoverleg en milieu                                                                        |
| Sandra Geeraert |        | Vooruit | Districtsschepen Cultuur, evenementen, senioren en stadsmakers                                                                                       |
| Robby Cardinas  |        | N-VA    | Districtsschepen Financiën, sport, erfgoed en patrimonium en begraafplaats                                                                           |
| Betty Van Dyck  |        | Groen   | Districtsschepen Groen, communicatie, inspraak en participatie en gezondheid                                                                         |

### Merksem
| Naam            | Partij | Partij  | Functie en bevoegdheden |
| --------------- | ------ | ------- | --- |
| Luc Bungeneers  |        | N-VA    | Districtsvoorzitter (Districtsburgemeester) Financiën, begroting, burgerlijke stand, communicatie, veiligheid en dierenwelzijn |
| Sonja De Meyer  |        | N-VA    | Districtsschepen Cultuur, senioren, middenstand, markten en foren                                                              |
| Jari Frensch    |        | N-VA    | Districtsschepen Mobiliteit, publiek domein en ruimtelijke ordening                                                            |
| Nick Lordian    |        | Vooruit | Districtsschepen Sport, groen, feestelijkheden en protocool                                                                    |
| Sander Rottiers |        | Groen   | Districtsschepen Jeugd, buurt- en groeninitiatieven en samenleven                                                              |

### Wilrijk
| Naam                   | Partij | Partij   | Functie en bevoegdheden |
| ---------------------- | ------ | -------- | --- |
| Kristof Bossuyt        |        | N-VA     | Districtsvoorzitter (Districtsburgemeester) Algemeen beleid, vieringen, representatie, plechtigheden & ontvangsten, vertegenwoordiging naar andere overheden, burgerlijke stand, protocol, communicatie en participatie, mobiliteit, buurtregie, publiek domein en financiën en begroting |
| Linda Verlinden        |        | N-VA     | Districtsschepen Senioren, dierenwelzijn, erfgoed, volkstuinen en jumelages/WNI |
| Hans Iedes             |        | CD&V     | Districtsschepen Groen, (buurt)parken en begraafplaatsen, cultuur en buurtbouwers, sport en evenementen/feestelijkheden |
| Alexandra D'Archambeau |        | Open VLD | Districtsschepen Openbaar domein, openbare werken en lokale middenstand |
| Xeno Wauters           |        | N-VA     | Districtsschepen Jeugd, markten en foren, jaarmarkt en geitestoet |